# Wanna, Cuxhaven

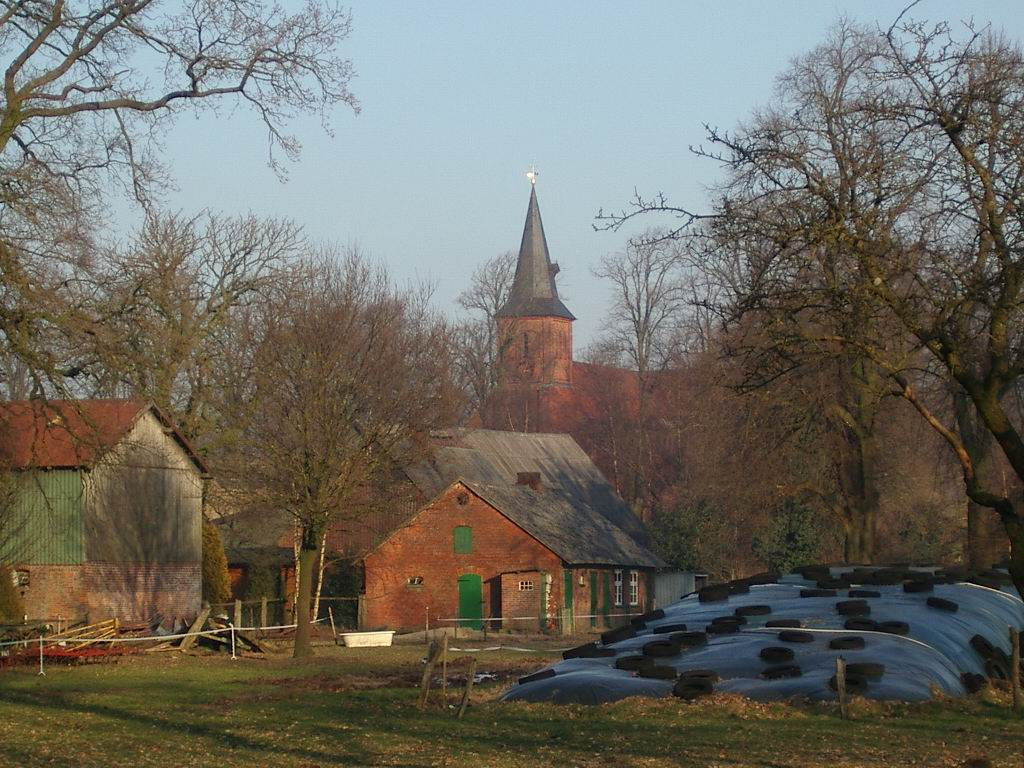
Wanna

Wanna là một đô thị ở Sietland, Niedersachsen, nước Đức. Đô thị Wanna, Cuxhaven có diện tích 53,93 km².